# Theretra silhetensis
Theretra silhetensis là một loài bướm đêm thuộc họ Sphingidae. Nó sống ở đông Nam Á và the Đông Indies.

## Hình ảnh

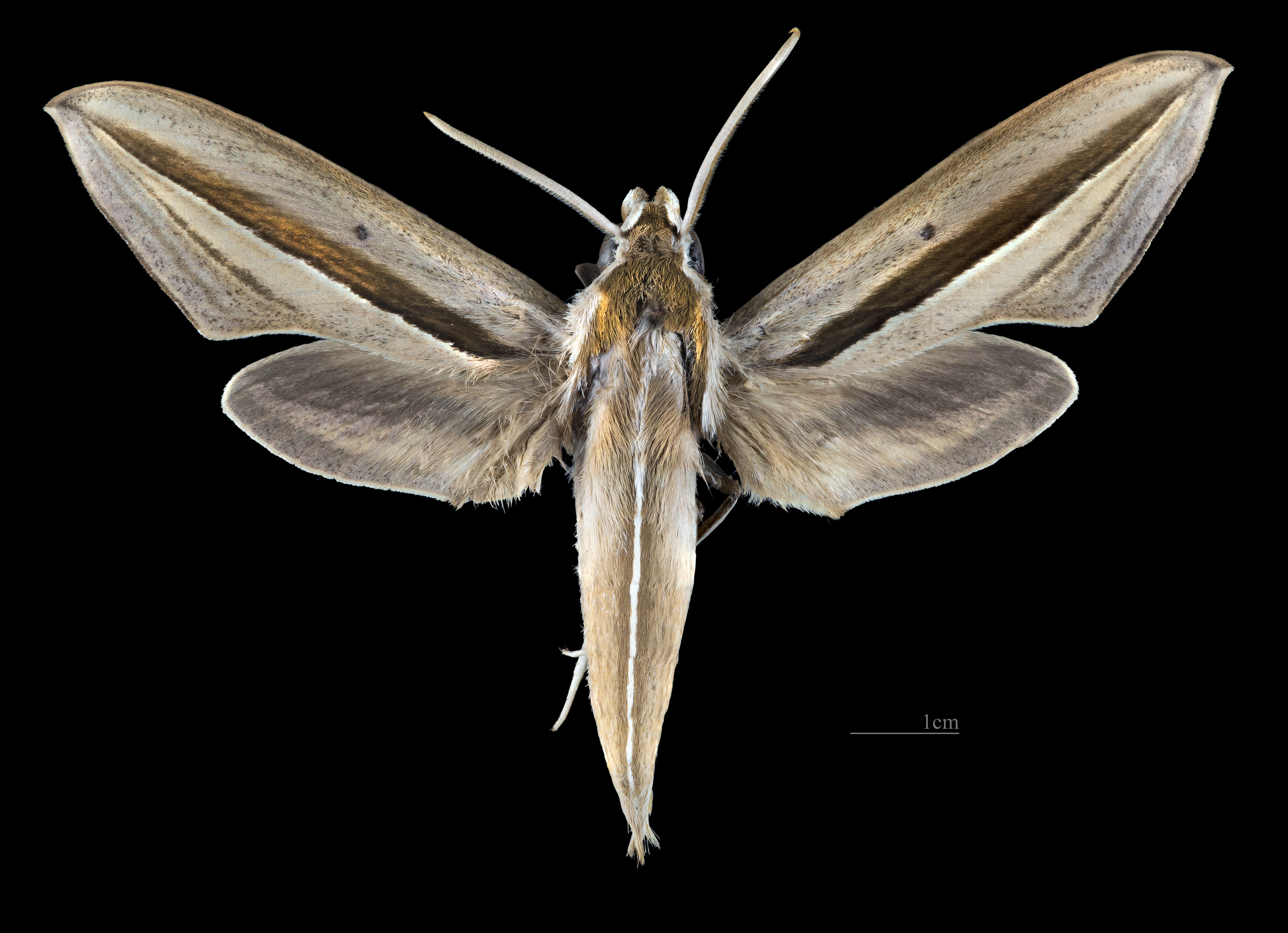
Theretra silhetensis ♂
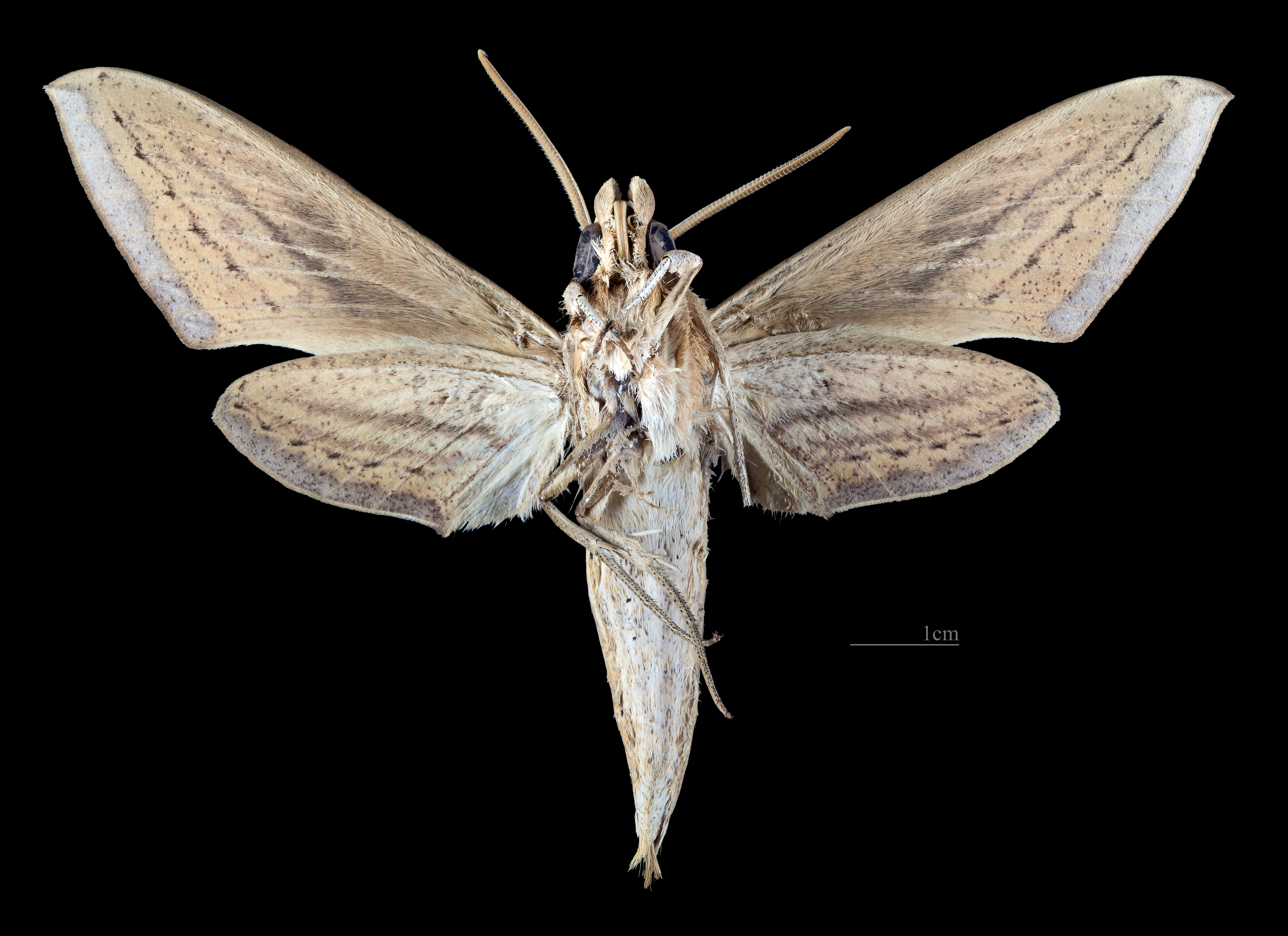
Theretra silhetensis ♂   △
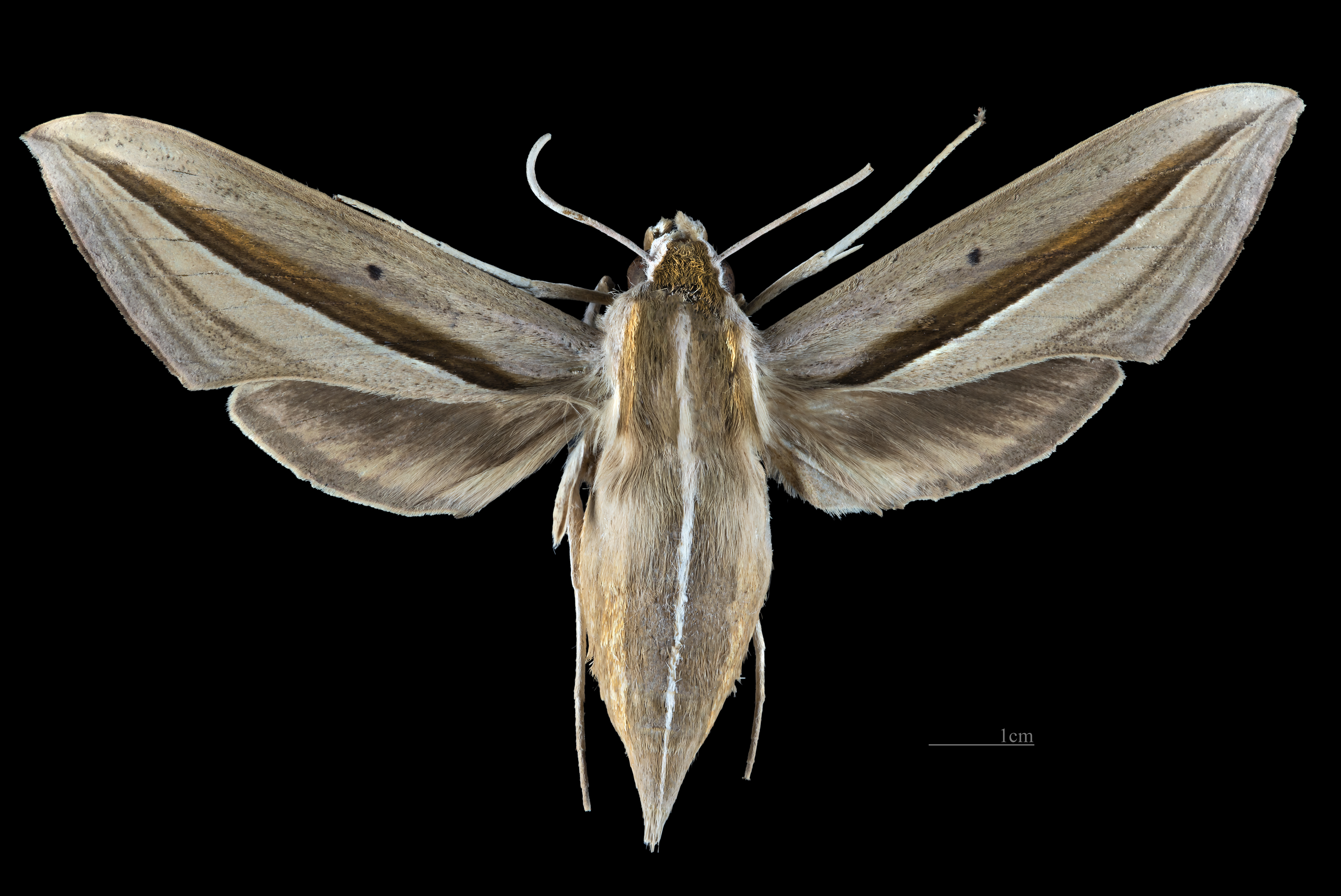
Theretra silhetensis   ♀
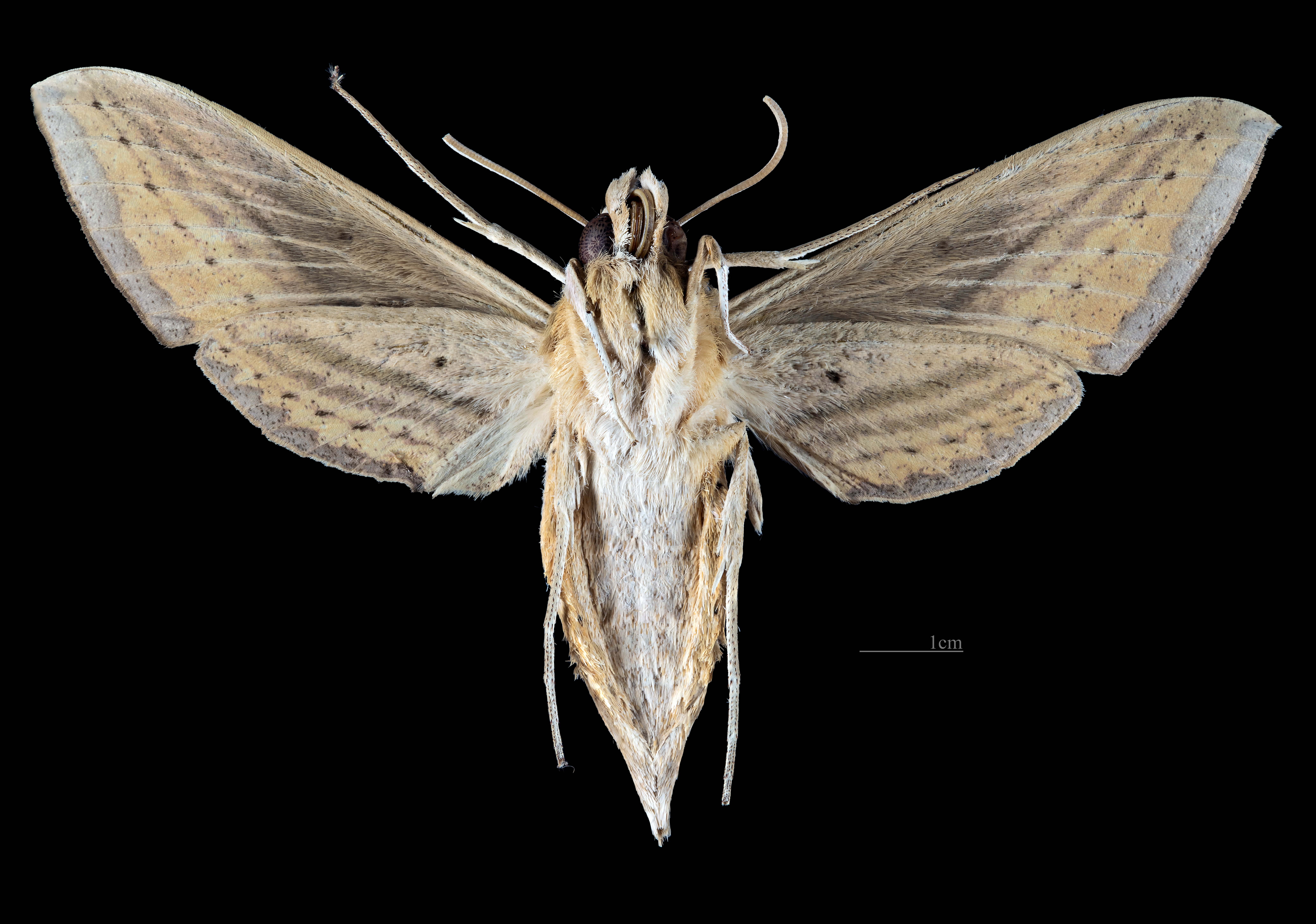
Theretra silhetensis   ♀ △
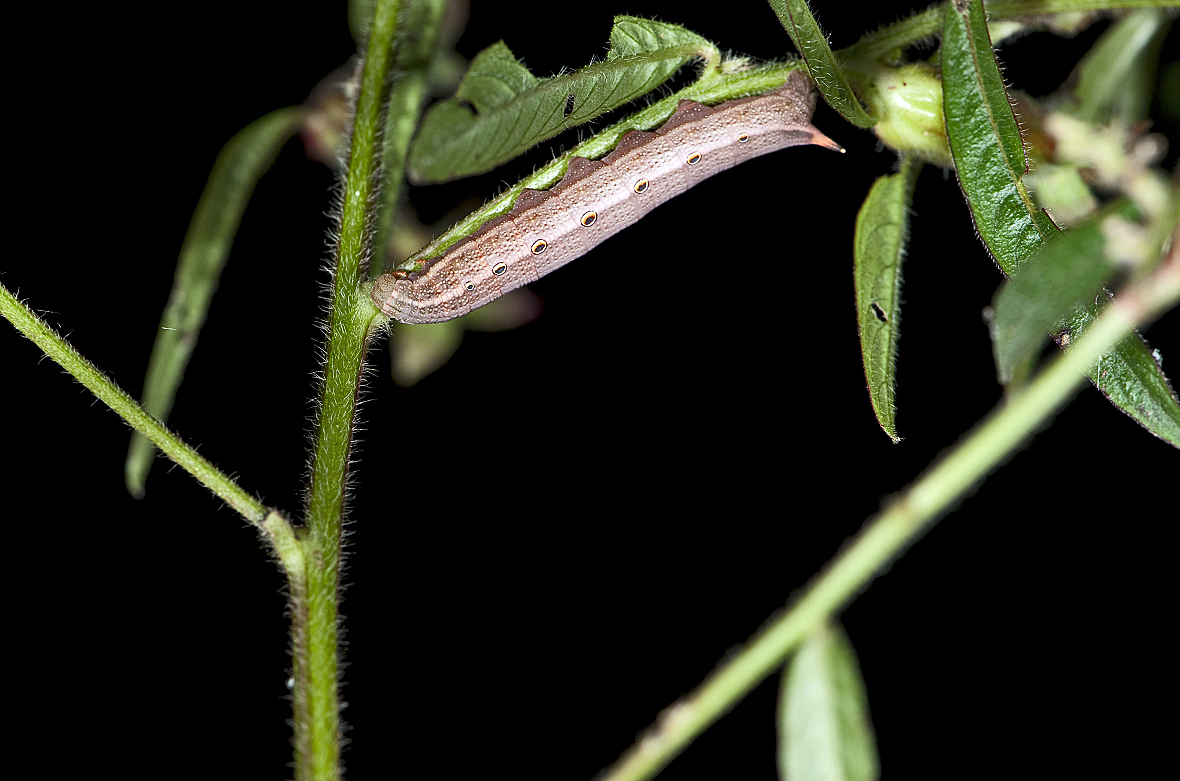
sâu bướm